# Athlītikos Podosfairikos Omilos Apollōn Lemesou
L'Athlītikos Podosfairikos Omilos Apollōn Lemesou (in greco Αθλητικός Ποδοσφαιρικός Όμιλος Απόλλων Λεμεσού?), o più semplicemente Apollōn Limassol, è una società polisportiva cipriota con sede nella città di Limassol, nota principalmente per la sua sezione calcistica, che milita nella A' Katīgoria, la massima serie del campionato cipriota di calcio, e per la sua sezione cestistica.
Fondata nel 1954, in ambito calcistico ha vinto quattro campionati ciprioti, nove Coppe di Cipro, tre Supercoppe di Cipro e conta quattro partecipazioni alla fase a gironi di UEFA Europa League. È la terza squadra più tifata di Cipro.

## Storia

### Esordi
La società polisportiva venne fondata il 13 febbraio 1954 a Limassol con la denominazione di Athlītikos Podosfairikos Omilos Apollōn Lemesou (in greco: Società Sportiva Calcio Apollo Limassol). Si affiliò alla federazione locale il 16 ottobre 1955. La prima stagione a livello professionistico fu deludente: partecipò ad uno dei due raggruppamenti regionali con squadre di seconda serie perdendo tutti gli otto incontri. L'anno successivo, con una rosa rinforzata dagli arrivi di molti giocatori dell'AEL (la prima squadra della città), vinse invece il girone e i play-off salendo in massima serie (da cui non è più retrocesso).

### Anni sessanta e settanta
Dal 1965 al 1967 raggiunse tre finali consecutive di coppa nazionale, perdendo la prima (5-1 contro l'Omonia) e vincendo le altre due (4-2 contro il Nea Salamis e 1-0 contro l'Alki). Ottenne, così, per la prima volta, l'accesso alle coppe europee: le prime due partecipazioni alla Coppa delle Coppe (1966-1967 e 1967-1968) terminarono al primo turno.
Al termine della stagione 1969-1970 il club si rafforzò grazie alla fusione con i concittadini dell'Arion Limassol (club militante in B' Katīgoria).

### Anni ottanta
Dopo un lungo periodo di anonimato, nel 1981-1982 la squadra raggiunse nuovamente la finale di Coppa di Cipro, ma perse contro l'Omonia, e nel 1983-1984 si piazzò secondo in campionato. Contro il ben più quotato Barcellona riuscì a cogliere un pari nella Coppa delle Coppe 1982-1983, ai sedicesimi di finale. Nel 1985-1986 rivinse la coppa nazionale dopo diciannove anni battendo in finale l'APOEL per 2-0 allo Stadio Tsirion. Gli anni ottanta si chiusero con il secondo posto in campionato nel 1988-1989.

### Anni novanta
L'inizio degli anni novanta vide il club di nuovo in auge sotto la guida del tecnico tedesco Diethelm Ferner, alla guida della squadra per una prima volta dal 1990 al 1995 e per una seconda volta dal 1998 al 2000. In questo decennio la squadra aggiunse al proprio palmarès due altri titoli ciprioti, nel 1990-1991 e nel 1993-1994 (all'ultima giornata, prevalendo sull'Anorthōsis), e sollevò un'altra coppa nazionale nel 1991-1992 (battendo in finale l'Omonia per 1-0), mentre perse la finale di coppa nazionale nel 1994-1995 (in finale fu sconfitta per 4-2 dall'APOEL) e nel 1997-1998 (in finale subì un 1-3 dall'APOEL).
 
Grazie alla vittoria del campionato del 1991 la squadra partecipò per la prima volta alla Coppa dei Campioni, dove riuscì anche a superare un turno, eliminando i romeni dell'FCU Craiova. Nella Coppa UEFA 1993-1994 la compagine cipriota fu eliminata dall'Inter, poi vincitrice del trofeo, ai sedicesimi di finale (sofferto 1-0 per i nerazzurri a San Siro e 3-3 allo Stadio Tsirion).

### Anni duemila
Negli anni duemila l'Apollōn si aggiudicò un'altra Coppa di Cipro, nel 2000-2001 (in finale fu battuta per 1-0 il Nea Salamis), un altro titolo nazionale, nel 2005-2006 da imbattuto (sotto la guida del tecnico tedesco Bernd Stange), e una Supercoppa nazionale nel 2006 (grazie al 3-1 in casa contro l'APOEL). Dal 12 marzo 2005 al 26 agosto 2006 rimase imbattuto per 31 turni di campionato.

### Anni duemiladieci
Nel 2010 il club vinse un'altra Coppa di Cipro battendo per 2-1 l'APOEL al GSZ Stadium, mentre nel 2011 perse in finale contro l'Omonia ai tiri di rigore (1-1 dopo i tempi supplementari). Nel 2013 vinse la sua settima Coppa di Cipro, battendo in finale per 2-1 dopo i tempi supplementari i concittadini dell'AEL Limassol allo Stadio Tsirion.
L'Apollōn disputò dunque per la UEFA Europa League 2013-2014, dove eliminò il Nizza (2-0 per i ciprioti a Limassol e 1-0 per i francesi a Nizza) e si qualificò per la fase a gironi. Qui, nel girone dominato da Trabzonspor e Lazio, si piazzò terzo, davanti al Legia Varsavia, e fu eliminato. L'annata si chiuse con il terzo posto in massima serie. Eliminando autorevolmente il Lokomotiv Mosca (1-1 a Cipro e 4-1 a Mosca), l'Apollōn si qualificò anche per la fase a gironi della UEFA Europa League 2014-2015, ma chiuse ultima nel girone con Borussia Mönchengladbach, Villarreal e Zurigo.
Nel 2015-2016 vinse la sua ottava Coppa di Cipro battendo per 2-1 in finale l'Omonia. Nella stagione 2016-2017 vinse la Supercoppa di Cipro (2-1 all'APOEL) e la sua nona Coppa di Cipro (1-0 all'APOEL in finale). I successi proseguirono nel 2017-2018 con un'altra Supercoppa di Cipro (2-1 all'APOEL), ma l'Apollōn perse per 1-0 la finale di Coppa di Cipro contro l'AEK Larnaca. Nella stessa stagione la squadra cipriota raggiunse la fase a gironi dell'Europa League, dove fu eliminata piazzandosi quarta nel raggruppamento con Atalanta, Olympique Lione ed Everton.
Nella UEFA Europa League 2018-2019 l'Apollōn eliminò prima i lituani dello Stumbras (nonostante la sconfitta per 1-0 in trasferta), poi i bosniaci dello Željezničar con due vittorie in entrambi i match, quindi la Dinamo Brest, rimediando una sconfitta per 1-0 in trasferta (inutile visto il 4-0 per i ciprioti dell'andata), ed infine il Basilea. Gli svizzeri si imposero in casa per 3-2, ma al ritorno furono i ciprioti a vincere per 1-0, risultato sufficiente per raggiungere i gironi di Europa League grazie alla regola dei gol fuori casa. Inseriti nel gruppo H con Lazio, Eintracht Francoforte e Marsiglia, in sei partite l'Apollōn ottenne un pari interno contro i marsigliesi (2-2), una vittoria interna per 2-0 contro una Lazio già qualificata (prima vittoria contro una squadra italiana) ed una clamorosa vittoria esterna in Francia contro il Marsiglia per 1-3. Di conseguenza i ciprioti conclusero al terzo posto con 7 punti.
Nel 2021-2022 vinse il campionato cipriota con quattro punti di vantaggio sull'AEK Larnaca, conquistando il titolo a distanza di sedici anni. In Champions League il cammino si interrompe al terzo turno preliminare contro il Maccabi Haifa (4-0 all'andata per gli israeliani, non sufficiente il 2-0 dei ciprioti al ritorno).

## Calciatori

### Vincitori di titoli
Coppa d'Asia:  
- Hawar Mulla Mohammed (Indonesia-Malaysia-Thailandia-Vietnam 2007)

## Palmarès

### Competizioni nazionali
- Campionato cipriota: 4

1990-1991, 1993-1994, 2005-2006, 2021-2022
- Coppa di Cipro: 9

1965-1966, 1966-1967, 1985-1986, 1991-1992, 2000-2001, 2009-2010, 2012-2013, 2015-2016, 2016-2017
- Supercoppa di Cipro: 4

2006, 2016, 2017, 2022
- B' Katīgoria: 1

1956-1957

### Altri piazzamenti
- Campionato cipriota:

Secondo posto: 1983-1984, 1988-1989, 1992-1993, 1996-1997, 2017-2018, 2020-2021
Terzo posto: 1985-1986, 1991-1992, 1997-1998, 2003-2004, 2009-2010, 2016-2017, 2018-2019
- Coppa di Cipro:

Finalista: 1964-1965, 1981-1982, 1986-1987, 1992-1993, 1994-1995, 1997-1998, 2010-2011, 2017-2018
Semifinalista: 1968-1969, 1973-1974, 1974-1975, 1976-1977, 1979-1980, 1980-1981, 1995-1996, 2004-2005, 2007-2008, 2013-2014, 2018-2019, 2019-2020, 2023-2024, 2024-2025
- Supercoppa di Cipro:

Finalista: 1966, 1967, 1982, 1986, 1991, 1992, 1994, 1998, 2001, 2010, 2013

## Statistiche e record
Dati aggiornati alla stagione 2022-2023.
- Partecipazioni alla A' Katīgoria: 64
- Partecipazioni alla Coppa dei Campioni/UEFA Champions League: 3
- Partecipazioni alla Coppa delle Coppe UEFA: 5
- Partecipazioni alla Coppa UEFA/UEFA Europa League: 16
- Partecipazioni alla UEFA Europa Conference League: 2

### Statistiche nelle competizioni UEFA
Tabella aggiornata al termine della stagione 2021-2022.
| Competizione                  | Par. | G  | V  | N  | P  | RF  | RS  |
| ----------------------------- | ---- | -- | -- | -- | -- | --- | --- |
| Champions League              | 3    | 8  | 2  | 1  | 5  | 7   | 13  |
| Coppa delle Coppe UEFA        | 6    | 16 | 3  | 2  | 11 | 16  | 50  |
| Coppa UEFA/UEFA Europa League | 16   | 85 | 32 | 18 | 35 | 126 | 136 |
| UEFA Europa Conference League | 2    | 8  | 2  | 2  | 4  | 8   | 12  |
| Coppa Intertoto               | 1    | 4  | 1  | 0  | 3  | 4   | 13  |

## Organico

### Rosa 2024-2025
Aggiornata al 1º febbraio 2025.
| N. |                       | Ruolo | Calciatore         |
| -- | --------------------- | ----- | ------------------ |
| 2  | Grecia (bandiera)     | D     | Praxitelīs Vouros  |
| 3  | Finlandia (bandiera)  | D     | Thomas Lam         |
| 4  | Cipro (bandiera)      | D     | Zacharias Adoni    |
| 6  | Benin (bandiera)      | C     | Sessi D'Almeida    |
| 8  | Rep. Ceca (bandiera)  | C     | Jaromír Zmrhal     |
| 9  | Argentina (bandiera)  | A     | Diego Dorregaray   |
| 10 | Francia (bandiera)    | C     | Quentin Boisgard   |
| 11 | Belgio (bandiera)     | C     | Babacar Dione      |
| 13 | Brasile (bandiera)    | D     | Bruno Santos       |
| 14 | Cipro (bandiera)      | D     | Giorgos Malekkidis |
| 17 | Ghana (bandiera)      | C     | Clinton Duodu      |
| 18 | Cile (bandiera)       | A     | Ángelo Sagal       |
| 20 | Cipro (bandiera)      | C     | Ntanilo Spoliarits |
| 21 | Costa Rica (bandiera) | D     | Carlos Barahona    |
| 22 | Germania (bandiera)   | P     | Philipp Kühn       |

| N. |                        | Ruolo | Calciatore                |
| -- | ---------------------- | ----- | ------------------------- |
| 25 | Cipro (bandiera)       | C     | Charalampos Kyriakou      |
| 27 | Francia (bandiera)     | C     | Gaëtan Weissbeck          |
| 37 | Paesi Bassi (bandiera) | C     | Tayrell Wouter            |
| 41 | Paesi Bassi (bandiera) | P     | Peter Leeuwenburgh        |
| 43 | Portogallo (bandiera)  | A     | Pedro Marques             |
| 70 | Francia (bandiera)     | C     | Charles Boli              |
| 77 | Argentina (bandiera)   | C     | Israel Coll               |
| 78 | Cipro (bandiera)       | P     | Georgios Loizou           |
| 80 | Tunisia (bandiera)     | A     | Ali Youssef               |
| 81 | Slovacchia (bandiera)  | D     | Vernon De Marco           |
| 84 | Cipro (bandiera)       | C     | Christos Charalampous     |
| 87 | Cipro (bandiera)       | P     | Lefteris Eleftheriou      |
| 89 | Cipro (bandiera)       | P     | Chrysanthos Christodoulou |
| 99 | Cipro (bandiera)       | P     | Dimitris Dimitriou        |
|    | Rep. Ceca (bandiera)   | D     | Josef Kvída               |